# 二階 (松本清張)
『二階』（にかい）は、松本清張の短編小説。『婦人朝日』1958年1月号に掲載、1959年2月に短編集『危険な斜面』収録の1編として、東京創元社より刊行された。
1965年・1977年にテレビドラマ化されている。
有川博による朗読CDが、2003年に新潮社より発売された。

## あらすじ
竹沢幸子の夫・英二は2年近く療養所にいたが、治癒の見込みはなかった。夫の懇願に負け、幸子は夫を自宅療養に切り替え、付添いの看護婦を頼んだ。看護婦・坪川裕子は経験も長く、その世話は行き届いていた。
印刷屋の仕事に忙しい幸子は、あまり夫の寝ている二階に上っていく暇がなかった。それは頼みにできる付添い看護婦をつけた安心もあるからだと幸子は信じていた。しかし幸子の心には、階段に足をかけるたびに、素直に上れない躊躇が起きた。幸子には、看護婦というよりも、一人の女が、二階で夫とひっそりと向かい合っているという意識が起こっていた。理由のない不安であった。実際、坪川裕子は常に忠実で慎み深かった。にもかかわらず、夫と看護婦のいる二階の圧迫に、幸子の心は追いつめられていく…。

## エピソード
- 著者は「階上と階下に隔絶された夫婦の場合を心理的に構成したものである」と記している[1]。

## テレビドラマ

### 1965年版
1965年10月19日、関西テレビ制作・フジテレビ系列(FNS)の「松本清張シリーズ」枠（火曜21:00-21:30。早川電機工業一社提供）にて放映。
キャスト
- 三國連太郎
- 佐々木すみ江
- 楠侑子

スタッフ
- 脚本：高橋玄洋
- 監督：水野匡雄

| 関西テレビ制作・フジテレビ系列 松本清張シリーズ | 関西テレビ制作・フジテレビ系列 松本清張シリーズ | 関西テレビ制作・フジテレビ系列 松本清張シリーズ |
| 前番組                                          | 番組名                                          | 次番組                                          |
| ----------------------------------------------- | ----------------------------------------------- | ----------------------------------------------- |
| ある小官僚の抹殺 （1965.10.12）                 | 二階 （1965.10.19）                             | 弱味 （1965.10.26）                             |

### 1977年版
1977年2月6日、TBS系列の「東芝日曜劇場」枠（21:00-21:55）にて放映。視聴率21.5％（ビデオリサーチ調べ、関東地区）。現在はDVD化されている。
キャスト
- 竹沢幸子：十朱幸代
- 竹沢英二：山口崇
- 坪川裕子：渡辺美佐子
- 三宅：田武謙三
- 関口医師：松下達夫
- 井川美代子：岡本茉莉
- 中山保：山崎猛
- 運転手：多賀徳四郎
- 少女：東村佳代
- 劇団若草

スタッフ
- 脚本：服部佳
- 音楽：小川寛興
- プロデューサー：石井ふく子
- 監督：柳井満
- 制作：TBS

| TBS系列 東芝日曜劇場       | TBS系列 東芝日曜劇場 | TBS系列 東芝日曜劇場             |
| 前番組                     | 番組名               | 次番組                           |
| -------------------------- | -------------------- | -------------------------------- |
| ゆきづりの朝 （1977.1.30） | 二階 （1977.2.6）    | バースディ・カード （1977.2.13） |